# Borjana
Borjana je razpotegnjeno gručasto naselje v Občini Kobarid in leži 8 km zahodno od Kobarida ob cesti Kobarid - Breginj v območju Breginskega kota. Danes v njej živi okoli 120 prebivalcev.

## Lega
Leži na prisojnem flišnem in morenskem pobočju Stola (1673 mnm) nad dolino reke Nadiže. V Borjani je odcep stranske ceste do vasi Podbela in dalje proti reki Nadiži s slikovitimi koriti in Napoleonovim mostom čez Nadižo.  
Sestavljajo jo ločeni deli: nova, zgornja in spodnja Borjana. V flišno podlago so vode, ki pritečejo izpod apnenčastega pobočja, vrezale grape. Po dveh, ki se združita tik nad vasjo, je leta 1952 zdrsel snežni plaz in v Spodnji Borjani porušil devet hiš. Domovi v naselju so razpotegnjeni, razčlenjeni z zunanjemi hodniki in stopnišči. Zaradi obnove po snežnem plazu in potresu leta 1976 so precej spremenjeni.  

## Zgodovina
Prebivalci Borjane so se venomer pretežno preživljali z živinorejo in poljedelstvom. Ker pobočje Stola geografsko ne dopušča velikih kmetijskih površin so si kmetijske površine uredili tudi na neravnih terenih pobočja Stola. Zaradi tega sta predstavljala košnja in spravilo sena ne malo kdaj naporno, predvsem pa garaško delo. V pomoč jim je bila predvsem vprežna živina, krave in biki »junci«.  
Zaradi bližine in dobre prometne povezave skozi mejni prehod Robič in prehodom v italijansko pokrajino Furlanijo -  Julijsko krajino je bila vas dejavna v trgovanju s kmetijskimi pridelki ter izdelki, ki so jih vaščani prodajali na mestnih tržnicah Špetra Slovenova in Čedada.   

### Krajevne bajke in legende
Med prebivalci je še danes ohranjena pripoved o turškem vpadu in o hudi bitki na polju ob vasi Kred (krejsko polje), verjetno okoli leta 1478. Napad naj bi potekal v zimskem času in vaščani iz okoliških vasi so speljali reko Nadižo na krejsko polje, kjer je nastalo zamrzjeno jezero. Ob vpadu turkov so jih nagnali na poplavljeni in zaledeneli Lapoč (barje), kjer je turškim konjem in Turkom v opankah drselo, lokalni prebivalci pa so se z derezami na nogah hitro premikali in prebadali sovražnika z vilami ter s kosami kosili njihove glave kot seno. Tisti, ki so se rešili so se zakleli: »Nikoli več ne pridemo v ta kraj, imajo železne roke in noge!«.

### Potres v Posočju
Leta 1976 je vasico stresel potres z žariščem v Furlaniji med VII. in VIII. amplutudo po jakostni lestvici, precejšnja škoda pa je nastala v severozahodni Sloveniji, predvsem v Posočju. Po njem so prebivalci zgradili novi del naselja, ti. Novo Borjano.   

## Kulturna dediščina
Tik ob cesti stoji župnijska cerkev sv. Katarine. Ob pokopališču pa cerkev Marije Snežne, ki je bila zgrajena okoli leta 1600. Kraj se prvič omenja že okrog leta 1086. V obdobju zlatih let je bilo v vasi čez 700 prebivalcev, vendar so se zaradi posledic 2. svetovne vojne, pročeli izseljevati v druge države (Avstralijo, Argentino, Kanado...). 